# Transformation de Ravi
En mathématiques, la transformation de Ravi, ou substitution de Ravi, consiste en un changement de variables utile dans la résolution de problèmes de type olympiades.
Dans un problème faisant intervenir trois variables réelles {\displaystyle a}, {\displaystyle b}, {\displaystyle c}, effectuer une transformation de Ravi constitue à poser bijectivement
{\displaystyle {\begin{cases}a=y+z\\b=z+x\\c=x+y,\end{cases}}}
le retour éventuel aux anciennes variables s'effectuant par les relations
{\displaystyle {\begin{cases}x={\frac {b+c-a}{2}}=p-a\\y={\frac {c+a-b}{2}}=p-b\\x={\frac {a+b-c}{2}}=p-c,\end{cases}}}
où {\displaystyle p={\frac {a+b+c}{2}}}.
Cette transformation porte le nom du mathématicien canadien Ravi Vakil né en 1970, mais elle a déjà été étudiée par Murray S. Klamkin en 1971 sous le nom de « dualité dans les inégalités du triangle », et probablement aussi par d'autres bien antérieurement.

## Interprétation géométrique

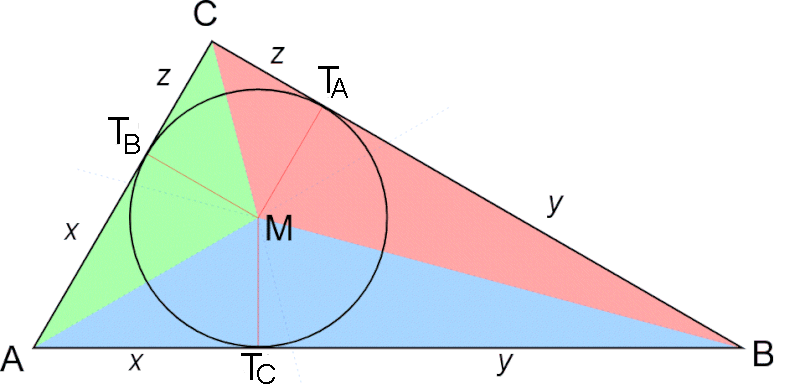

On peut remarquer que {\displaystyle a,b,c} sont les longueurs des côtés d'un triangle (non aplati) ssi {\displaystyle {\begin{cases}a<b+c\\b<c+a\\c<a+b\end{cases}}}, donc ssi {\displaystyle x,y,z} sont strictement positifs, ce qui constitue une contrainte plus simple que celle de départ.
De plus les nombres {\displaystyle x,y,z} s'interprètent comme les distances des sommets du triangle aux points de contact du cercle inscrit avec les côtés (voir figure ci-contre).

## Relations métriques dans le triangle obtenues par transformation de Ravi
- Par la formule de Héron, l'aire du triangle est {\displaystyle S={\sqrt {p(p-a)(p-b)(p-c)}}={\sqrt {xyz(x+y+z)}}}.

- Le rayon du cercle inscrit est {\displaystyle r={\frac {S}{p}}={\sqrt {\frac {xyz}{x+y+z}}}}.
- Le rayon du cercle exinscrit dans l'angle {\displaystyle {\widehat {A}}} est {\displaystyle r_{A}={\frac {S}{p-a}}={\sqrt {{\frac {yz}{x}}(x+y+z)}}}.

- Le rayon du cercle circonscrit[1] est {\displaystyle R={\frac {abc}{4S}}={\frac {(x+y)(y+z)(z+x)}{4{\sqrt {xyz(x+y+z)}}}}}.

## Exemples d'applications
- Soit à démontrer l'inégalité :

{\displaystyle {\frac {a}{b+c-a}}+{\frac {b}{c+a-b}}+{\frac {c}{a+b-c}}\geqslant 3},
où {\displaystyle a,b,c} sont les longueurs des côtés d'un triangle.
Par transformation de Ravi, l'inégalité devient
{\displaystyle {\frac {y+z}{x}}+{\frac {z+x}{y}}+{\frac {x+y}{z}}={\frac {x}{y}}+{\frac {y}{x}}+{\frac {y}{z}}+{\frac {z}{x}}+{\frac {z}{x}}+{\frac {x}{z}}\geqslant 6},
laquelle se déduit de l'inégalité classique {\displaystyle X+{\frac {1}{X}}\geqslant 2}.
- On peut aussi utiliser la transformation dans l'autre sens, par exemple pour démontrer l'inégalité de Nesbitt : pour {\displaystyle x,y,z>0},

{\displaystyle {\frac {x}{y+z}}+{\frac {y}{z+x}}+{\frac {z}{x+y}}\geqslant {\frac {3}{2}}}.
Par transformation de Ravi inverse, l'inégalité devient
{\displaystyle {\frac {b+c-a}{a}}+{\frac {c+a-b}{b}}+{\frac {a+b-c}{c}}\geqslant 3}, soit {\displaystyle {\frac {b}{a}}+{\frac {a}{b}}+{\frac {c}{b}}+{\frac {b}{c}}+{\frac {a}{c}}+{\frac {c}{a}}\geqslant 6}
même inégalité que la précédente.
- Par transformation de Ravi, l'inégalité d'Euler se démontre par la suite d'équivalences :

{\displaystyle {\begin{aligned}R\geqslant 2r&\iff {\frac {abc}{4S}}\geqslant {\frac {2S}{p}}\\&\iff pabc\geqslant 8S^{2}\\&\iff (x+y)(y+z)(z+x)\geqslant 8xyz\\&\iff xy(x+y)+yz(y+z)+zx(z+x)+2xyz\geqslant 8xyz\\&\iff {\frac {y+z}{x}}+{\frac {z+x}{y}}+{\frac {x+y}{z}}\geqslant 6\end{aligned}}}
et la dernière inégalité est celle vue deux fois ci-dessus.

## Cas de quatre paramètres

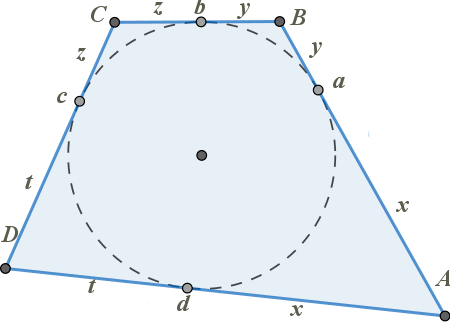
Dans ce quadrilatère circonscriptible,.

- Un changement de variable similaire pour quatre paramètres {\displaystyle a,b,c,d} serait de poser

{\displaystyle {\begin{cases}a=x+y\\b=y+z\\c=z+t\\d=t+x\end{cases}}},
mais il n'est pas bijectif. Il implique en effet la condition {\displaystyle a+c=b+d=x+y+z+t}.
C'est la raison pour laquelle un quadrilatère circonscriptible (i.e. ayant un cercle inscrit) a les sommes des longueurs de ses côtés opposés égales (théorème de Pitot).
- Une généralisation bijective est le changement

{\displaystyle {\begin{cases}a={\hphantom {x+}}\;y+z+t\\b=x{\hphantom {+y}}\;+z+t\\c=x+y{\hphantom {+z}}\;+t\\d=x+y+z\end{cases}}}
dont la réciproque est
{\displaystyle {\begin{cases}x=p-a\\y=p-b\\z=p-c\\t=p-d\end{cases}}} où {\displaystyle p={\frac {a+b+c+d}{3}}}.